# Винтулов, Николай Александрович
Николай Александрович Винтулов (27 января (8 февраля) 1845 — после 1917) — русский военный деятель, генерал от кавалерии.

## Биография
Православный. Из дворян. Сын генерал-лейтенанта А. Д. Винтулова.
14 ноября 1855 зачислен в Пажеский корпус, по окончании которого по первому разряду 13 июня 1862 из камер-пажей выпущен корнетом в лейб-гвардии Кирасирский Его Величества полк. Быстро продвигался по службе, 17 апреля 1863 произведен в поручики, с 16 апреля 1867 — штабс-ротмистр, с 17 апреля 1870 — ротмистр. 30 августа 1875 произведен в полковники, с 1875 командовал эскадроном Его Величества. Командовал эскадроном 7 лет и 7 месяцев, дивизионом 2 года 8 месяцев.
С 16 августа 1880 по 20 декабря 1889 командовал 13-м уланским Владимирским полком (позже 38-й драгунский). 20 декабря 1889 произведен в генерал-майоры и назначен командиром 1-й бригады 12-й кавалерийской дивизии. С 27 июля 1891 по 15 апреля 1893 командовал 1-й бригадой 1-й кавалерийской  дивизии.
С 15 апреля 1893 по 20 ноября 1909 состоял генералом для поручений при инспекторе ремонтов кавалерии и бригад кавалерийского запаса. 6 декабря 1899 произведен в генерал-лейтенанты. Генерал для особых поручений при начальнике Управления по ремонтированию армии (20 ноября 1909 — 1 января 1911).
1 января 1911 назначен начальником Управления по ремонтированию армии. Одновременно с 25 мая 1913 член совета Главного управления государственного коннозаводства (ГУГК). В его ведении были сконцентрированы все вопросы комплектования и пополнения русской армии лошадьми. 6 декабря 1910 произведен в генералы от кавалерии.
3 июля 1915 уволен от службы по болезни с мундиром и пенсией, но уже 26 июля 1915 вновь принят на службу в том же чине и назначен членом совета ГУГК.
Помимо службы занимался благотворительностью и за «особое участие, труды и пожертвования в пользу Общества Красного Креста» ему был присужден знак этого общества.
Почетный казак станицы Великокняжеской Области Войска Донского. Был холост.

## Награды
- орден Святого Станислава 2-й ст. (1873)
- Орден Святой Анны 2-й ст. (1876)
- Орден Святого Владимира 4-й ст. (1879)
- Орден Святого Владимира 3-й ст. (1883)
- Орден Святого Станислава 1-й ст. (1893)
- Орден Святой Анны 1-й ст. (1896)
- Орден Святого Владимира 2-й ст. (1902)
- орден Белого Орла (1906)
- Орден Святого Александра Невского (1911)
- Бриллиантовые знаки к ордену Св. Александра Невского (22.03.1915)
- Высочайшая благодарность (4.07.1915; за отлично-ревностную его служебную деятельность)

Иностранные:
- Прусский орден Красного орла 3-й степени (1873)